# Deeptone
Deeptone är ett svenskt band som bildades av före detta medlemmar ur The Creeps och The Daffodils. De spelade countryinfluerad rock och har släppt två album. Deras första och mest uppmärksammade album heter Let Them Be Wrong (Ramblin' Records 1999). Album nummer 2, Bruised, släpptes 2002. 

## Medlemmar
Ordinarie medlemmar
- Martin Lorentzson – sång, akustisk gitarr
- Kent Karlsson – gitarr, sång
- Dino Viscovi – gitarr, sång
- Patrick Olsson – trummor
- Stefan Nilsson – basgitarr
- Johan Ederfors – piano, orgel, munspel, trumpet (1999-2005)

Bidragande musiker
- Jens Lindgård – mässinginstrument
- Petter Lindgård – mässinginstrument
- Sven Andersson – mässinginstrument
- Erika Nordahl – kör
- Truls Ström – kör
- Mats Persson – percussion
- Stellan Colt – omnichord, percussion

## Diskografi
Demo
- Time is Right (1999, kassett)
- Knock on My Door (1999, CD)

Studioalbum
- Let Them be Wrong (1999, Ramblin' Records)
- Bruised (2002, Omnichord Records)

Singlar
- "Fine, fine, day" (1999, Ramblin' Records)